# Héraclide Lembos
Pour les articles homonymes, voir Héraclide.

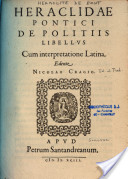
Héraclide Lembos

Héraclide de Lembos est un philosophe péripatéticien contemporain du roi Ptolémée VI (IIe siècle av. J.-C.), souvent cité dans Vies, doctrines et sentences des philosophes illustres, l’unique ouvrage de Diogène Laërce, dont il est l'une des sources.

## Notice historique
Diogène Laërce se demande s’il est de Callatis ou d’Alexandrie. Il est l’auteur de Succession en six livres et d’un Discours lembeutique, qui lui valut son surnom. Il cite un fragment d'Aristote à propos des crypties, qu’a préservé le grammairien Athénée (IIe - IIIe siècles). Le fragment 9 d’Héraclide Lembos parle du poète Alcman. Héraclide Lembos était l’auteur d’un abrégé de Successions (ouvrage de Sotion, un grammairien d’Alexandrie du IIIe siècle av. J.-C.). Héraclide Lembos a également écrit des abrégés de biographies écrites par Satyros de Callatis et Hermippe de Smyrne.
Deux titres par Héraclide Lembos sont connus :
- Sur le Pouvoir (dialogue politique) ;
- Sur la Nature (dialogue philosophique).

Les historiens ont attribué Constitutions – à partir des Constitutions d’Aristote – à Héraclide du Pont, sans savoir s'il pourrait s’agir d’écrits d’Héraclide Lembos.